# جون فيتش (سياسي)
جون فيتش (بالإنجليزية: Jon Fitch)‏ هو سياسي أمريكي، ولد في 8 يونيو 1950، وتوفي في 26 فبراير 2011. انتخب عضو مجلس ولاية أركنساس.